# Hígado picado

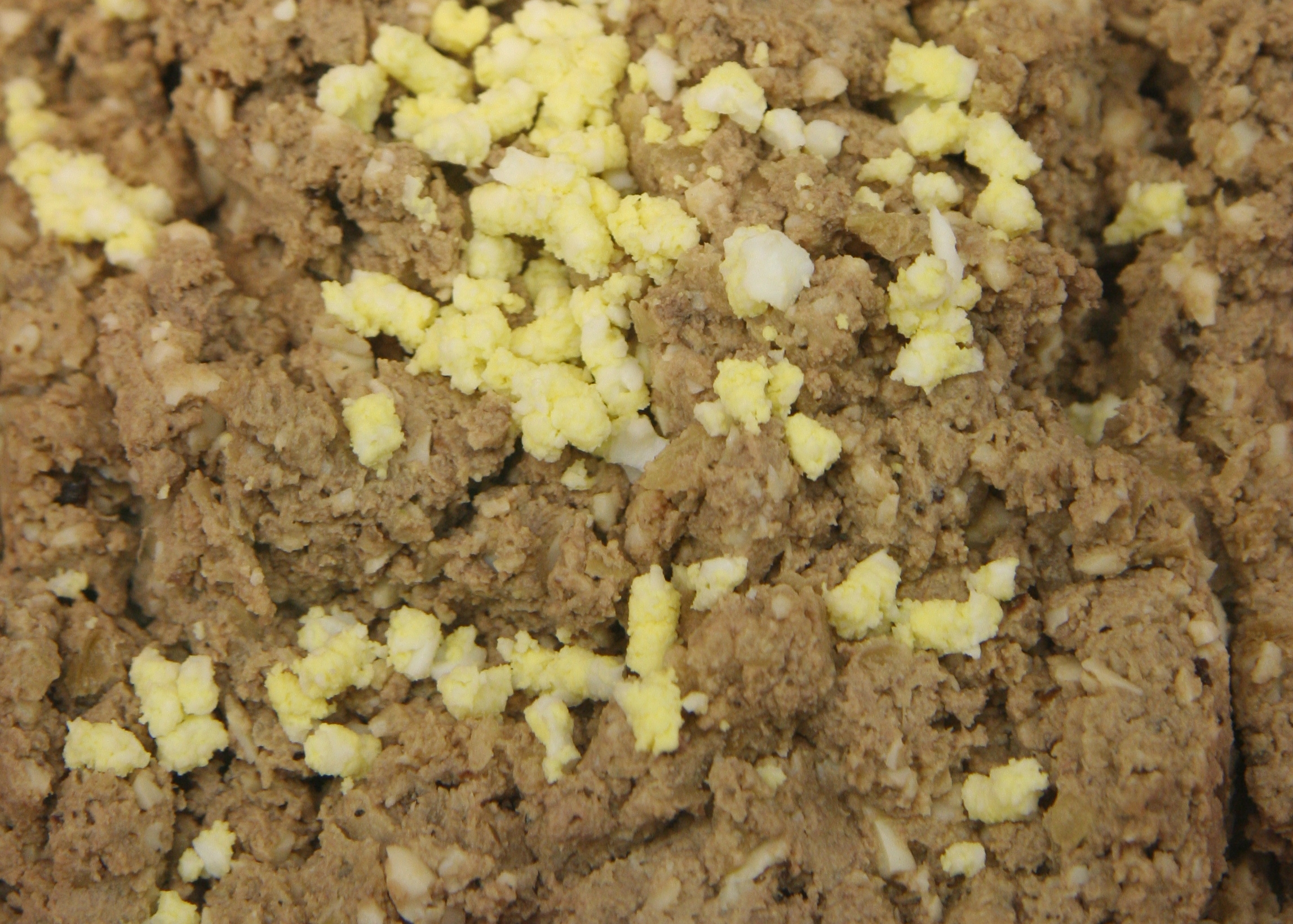
Hígado picado.

El hígado picado es una comida muy habitual en la gastronomía judía. Se elabora mediante salteado de hígado de vaca y cebollas en schmaltz (grasa animal procesada); añadiendo huevo duro, sal y pimienta negra a la mezcla salteada de hígado y cebollas. El hígado picado es un alimento típicamente kosher entendido como una delicatessen en EE. UU. y Canadá. El hígado picado se suele tomar con pan de centeno como sándwich.